# 太行工业学校旧址
太行工业学校旧址，位于山西省长治市武乡县蟠龙镇温庄村，是一处山西省文物保护单位。
2021年8月4日，太行工业学校旧址公布为第六批山西省文物保护单位，年代为1941年，近现代重要史迹及代表性建筑类，编号6-336。